# Xajay, delstaten Mexiko
Xajay är en ort i Mexiko.   Den ligger i kommunen Villa del Carbón och delstaten Mexiko, i den sydöstra delen av landet, 50 km nordväst om huvudstaden Mexico City. Xajay ligger 2 364 meter över havet och antalet invånare är 497.
Terrängen runt Xajay är kuperad åt sydväst, men åt nordost är den platt. Runt Xajay är det ganska tätbefolkat, med 207 invånare per kvadratkilometer. Närmaste större samhälle är Nicolás Romero, 19,6 km sydost om Xajay. I omgivningarna runt Xajay växer huvudsakligen savannskog.